# Rytidosperma
Rytidosperma é um género botânico pertencente à família Poaceae.
1. ↑  «Rytidosperma». World Flora Online. Consultado em 3 de maio de 2022